# Charlotte de Nassau-Dillenbourg
Charlotte Amélie de Nassau-Dillenbourg née le 13 juin 1680 à Dillenburg et décédée le 11 octobre 1738 est une princesse allemande, fille d'Henri de Nassau-Dillenbourg et de Dorothée-Élisabeth de Brieg, fille de Georges III de Brzeg.
En 1706 à Dillenburg, elle épouse Guillaume de Nassau-Usingen.  Le couple a 10 enfants entre 1707 et 1718, quatre arrivent à l'âge adulte :
- Françoise (1707–1750)
- Charles, Prince de Nassau-Usingen (1712–1775)
- Hedwige (1714–1786), qui entre dans les ordres
- Guillaume Henri de Nassau-Sarrebruck, prince de Nassau-Sarrebrück, en 1742 il épousa Sophie von Erbach (1725-1795), (fille du comte Georges von Erbach)

Guillaume décède en 1718, et Charlotte-Amélie devient régente pour son fils Charles.